# Міністр закордонних справ Суринаму

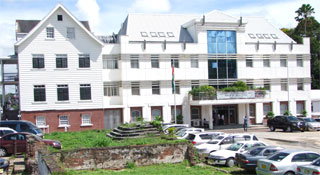
Будівля Міністерства закордонних справ, міжнародного бізнесу та міжнародного співробітництва в Парамарібо.

«Міністр закордонних справ, міжнародного бізнесу та міжнародного співробітництва Республіки Суринам» (нід. Minister van Buitenlandse Zaken, Internationale Business en Internationale Samenwerking van de Republiek Suriname) є міністр уряду, відповідальний за Міністерство закордонних справ, міжнародного бізнесу та міжнародного співробітництва Суринаму, відповідальний за ведення міжнародні відносини країни.

## Міністри закордонних справ Суринаму
Нижче наведено список міністрів закордонних справ Суринаму з моменту його заснування в 1975 році:
| №  | Ім'я (Дата народження)           | Зображення | Терміни      |
| -- | -------------------------------- | ---------- | ------------ |
| 1  | Хенк Аррон (1936–2000)           |            | 1975–1980    |
| 2  | Хенк Чін A Сен (1934–1999)       |            | 1980         |
| 3  | Андре Хаакмат (н. 1939)          |            | 1980–1981    |
| 4  | Харві Наарендорп (н. 1940)       |            | 1981–1983    |
| 5  | Еррол Алібукс (н. 1948)          |            | 1983–1984    |
| 6  | Вім Уденхаут (н. 1937)           |            | 1984–1985    |
| 7  | Ерік Тьон Кі Сім (1936–2009)     |            | 1985–1986    |
| 8  | Хенк Гайдвейллер (н. 1938)       |            | 1986–1987    |
| 9  | Хенк Гайдвейллер (1929–1989)     |            | 1987–1988    |
| 10 | Едді Седок (1938–2011)           |            | 1988–1990    |
| 11 | Роббі Рамлахан                   |            | 1991         |
| 12 | Субхас Мунгра (н. 1945)          |            | 1991–1996    |
| 13 | Фарієд П'єрхан (н. 1960)         |            | 1996–1997    |
| 14 | Еррол Снайдерс (н. 1948)         |            | 1997–2000    |
| 15 | Марі Левенс (н. 1950)            |            | 2000–2005    |
| 16 | Лігія Крааг-Кетельдайк (н. 1941) |            | 2005–2010    |
| 17 | Вінстон Лекін (1954–2019)        |            | 2010–2015    |
| 18 | Нірмала Бадрісінг (н. 1962)      |            | 2015–2017    |
| 19 | Йлдіз Поллак-Бейл (н. 1983)      |            | 2017–2020    |
| 20 | Альберт Рамдін (н. 1958)         |            | 2020–present |